# 長野県長野高等学校
長野県長野高等学校（ながのけん ながのこうとうがっこう）は、長野県長野市上松に所在する県立高等学校。
第1通学区に属する（2001年（平成13年）までは第3通学区）。
同じ長野市内には長野市立長野高等学校があるが、長野県内において単に「長野高校」と言った場合には県立の本校を指すことが多く、また市立長野高等学校は「市立」「皐月（旧校名）」と呼ばれることが多い。
以下、特記がない場合には、全日制についてのものである。

## 概要
郡立中学として開設され、県立中学校に移管の際は3つの支校を持つ県下で唯一専任校長の常勤する本校となったが、県立師範学校と旧制中学校のどちらを地元の長野町に優先して残すかについての松本町との駆け引きで複雑な前史がある（後述）。
同窓会館であり、普段は生徒の学習室などとして利用される金鵄会館（旧南校舎）は、国の登録有形文化財に登録されている。なお、金鵄会館には、同窓会事務局のほか、長野県高等学校体育連盟の事務局や結婚相談所も置かれている。

### 校章
「金鵄」（きんし）に高の文字。1949年（昭和24年）制定。
1948年（昭和23年）4月に長野北高校が発足した際に帽章が新たに作成されていたものの、生徒の了解なしに作られたといった理由で評判が悪く改めて作り直すことになり、東京美術学校（現東京藝術大学）の生徒から図案を懸賞募集し、北高校の生徒の投票によって現在の校章となった。

### 校歌・応援歌
- 校歌（山また山）
  - 旧応援歌の一つであった「金鵄の光」を改名して編曲して制定された。編曲者は旧制長野中学校OBの草川信である。
  - かつては海ゆかばが校歌のように歌われていたが、GHQの指導により現在の校歌に変更された。さらにそれ以前は「大和心」が校歌であった。
- 南下軍
- 立てや吾等が選手
- 日新鐘の歌
- 暁鐘の歌
- 見ずや春風（野球部歌）
- 凱歌

## 沿革

### 年表
- 1883年（明治16年）6月1日 - 上水内郡立中學校として開校。小早川潔が校長に就任した。
- 1884年（明治17年）9月 - 長野縣中學校長野本校となる。小林有也（大阪府士族）が長野町の長野本校に校長として赴任。
  - この時期の名物教師としては、地理学者として著名な志賀重昂が挙げられる。小林校長の姉の結婚相手の豫備門長や私立日本中学校長も歴任の杉浦重剛も加わる政教社のメンバーとともに「雑誌日本人」を発行。その表紙に描かれた意匠の蜻蛉は平家物語にも記述のある「日本蜻蛉州」が由来であり、また戦国武将に甲冑の前立や刀装、刀装具など武具の意匠として愛された。後に蜻蛉が県立中学校（現松本深志高等学校）の校章となった経緯には彼の影響力も大きい。「日本の代表的中学校」になろう…との意味が込められたと云われている。ジャーナリストとしても活躍の後、世界旅行に。地理学者としての実地経験を豊富に体得して帰国した[要出典]（愛知県岡崎市には地元の著名人として銅像がある）。
- 1886年（明治19年）9月 - 1府県1中学校制により長野、松本、上田、飯田の本支校を全て松本に移し長野縣尋常中學校（5年制）と改称。既に長野に移転した松本の旧県立師範学校舎に移転[注釈 1]。柳町校舎を本館とし旧松本支校の松本城二の丸校舎は、寄宿舎・農業科・商業科などとされた。
- 1888年（明治21年）松本大火により本館（柳町校舎）焼失のため二の丸校舎へ統合移転。翌明治22年に掛けて二の丸校舎は増改築された。
- 1893年（明治26年）5月1日 - 1府県1中学校制の廃止により一本校三支校制が復活。松本を本校とし、長野、上田、飯田に支校を設置。長野支校は長野町城山の皇典講究所の敷地に設置された。
- 1893年（明治26年）9月 - 西長野町に校舎を新築、長野支校が移転。
- 1897年（明治30年） - 長野市が市制施行。
- 1899年（明治32年）4月1日 - 長野縣尋常中學校を長野縣立松本中學校（飯田支校含む）に、長野支校が上田支校を伴い長野縣立長野中學校と改組し独立[注釈 2]。長野中學校には、帝國大学文科大學を卒業した旧新発田藩士で新潟県士族の三好愛吉が校長に就任、金鵄の校章を定める（松本中學校は小林有也がそのまま終身校長を務める）。
  - 三好はその後旧制第二高等学校（東北大学）教授・校長に栄転、皇子傅育官長として皇太子時代の大正天皇と皇子の高松宮、秩父宮の教育にあたる。旧制二高の校長時代には21世紀の現代の東北大学卒業式に於いてさえ、彼の英名と共に総長告示に引用される東北大学の学風「野心（のごころ）」を確立させるなど、短い在職期間に次々と類稀なる教育者としての高邁な理想を示した。また晩年には東京帝國大學に印度哲学科の創設を実現させ、安田財閥の安田善次郎に東大の大講堂の寄付を要請し、両名の逝去の後関東大震災を挟んで「安田講堂」が遂に竣工の運びとなった。一方、小早川潔校長は、その後鳥取、岩手、茨城県尋常師範学校長など全国各地の師範学校長や滋賀県立彦根中学校長を歴任し、初等教育者の育成や中等教育に多大な尽力をした。
- 1907年（明治40年） - 松本市が市制施行。
- 1920年（大正9年）4月23日 - 中学校令改正の影響で、長野縣令38号により長野縣長野中學校に改称。
- 1920年（大正9年）8月 - 第7回全国中等学校優勝野球大会に出場。
- 1940年（昭和15年）4月16日 - 長野中学校は現在地に新校舎が落成し、移転。新校舎は「興亜型」と呼ばれ、俯瞰すると馬蹄形で、校舎全体が金鵄の飛翔を現す（このタイプの建造物で現存は津田塾大学本館など）。
  - この年、長野市立中学校が栗田丘キャンパスに開校（後の長野市立高等学校、長野北高校に合併）。
- 1947年（昭和22年）3月 - 校歌が海ゆかばから応援歌の1つだった通称「山また山」に変更。
- 1948年（昭和23年）4月1日 - 学制改革により、長野県長野中学校が長野県長野北高等学校となり、長野市立中学校が長野市立高等学校となる。
- 1949年（昭和24年） - 長野県長野北高等学校が長野市立高等学校を統合。
- 1957年（昭和32年）4月1日 - 長野県長野高等学校に改称、文化祭名も「北高祭」から「金鵄祭」に改称。[注釈 3]
- 1962年（昭和37年）8月 - 野球部が第44回全国高等学校野球選手権大会に出場。
- 1969年（昭和44年）
  - 10月6日 - 生徒大会にて制服自由化承認。
  - 10月22日 - 政治活動の自由を求める生徒の一部が校舎を占拠[2]。
  - 10月27日 - 職員会議にて、11月1日から服装規定を廃止し、昭和44年度末までを試験期間とする決定を下す[3]。
- 1982年（昭和57年）3月 - 第54回選抜高等学校野球大会に出場（選抜初出場）。
- 1985年（昭和60年）3月 - 第57回選抜高等学校野球大会に3年ぶり2度目の出場。
- 1994年（平成6年）2月14日 - 新校舎において授業開始。
- 1996年（平成8年）11月19日 - 公式ホームページ開設。
- 1999年（平成11年）10月30日 - 創立100周年記念式典が挙行される。
- 2003年（平成15年）4月8日 - 金鵄会館が国登録有形文化財に登録される。
- 2009年（平成21年）11月 - 創立110周年記念式典が挙行される。
- 2014年（平成26年）4月 - スーパーグローバルハイスクール（SGH）指定（2019年（平成31年）3月まで）。
- 2019年（令和元年）11月 - 創立120周年記念式典が挙行される予定であったが令和元年東日本台風により中止される。
- 2022年（令和4年）4月 - 単位制が導入される。
- 2022年（令和4年） - １年生から史上初の生徒会長が選出される。
- 2024年（令和6年）4月 - 文部科学省より「高等学校DX加速化推進事業(DXハイスクール)」補助対象校に指定される。

## 日課
55分授業×6限である。なお、2018年度まではスーパーグローバルハイスクール（SGH）へ指定されていたため、毎週木曜日は50分授業×7限であった。

## 教育方針・教育目標
教育目標
個人の尊厳を重んじ、真理と平和を愛し、国家社会の有為なる人材の育成を期する
高邁にして明朗闊達、至誠一貫、質実剛健、和衷協同の精神を涵養し、身体の鍛錬と相まって心身の調和的な発達をはかる
生徒の個性を豊かに伸ばし、各々その目的を達成させるために適切なる指導をする
教育方針
- 一．個人の尊厳を重んじ、真理と平和を愛し、国家社会の有為なる人材の育成を期する。
- 一．高邁にして、明朗闊達、至誠一貫、質実剛健、和衷協同の精神を涵養し、身体の鍛錬と相まって心身の調和的な発達をはかる。
- 一．生徒の個性を豊かに伸ばし、各々その目的を達成させるために適切な指導をする。

## 学校行事
6月下旬に文化祭の「金鵄祭」が行われ、一般にも開放されている。
金鵄祭の際には講演会が行われ、近年ではアントニオ猪木、小柴昌俊、梯久美子、池上彰、竹田恒泰やOBである猪瀬直樹、北村晴男、才口千晴、小林照幸などが講演を行った。

## 生徒会活動・部活動など

### クラブ活動
本校のクラブ活動は、各班・部・同好会の活動に分かれる。
主な大会等の活動成績は、吹奏楽班が全日本吹奏楽コンクール東海大会に多数出場、全日本アンサンブルコンテスト全国大会で金賞を数回受賞している。合唱班は2008年（平成20年）にNHK全国学校音楽コンクール全国大会に出場した。管弦楽班は全国高等学校選抜オーケストラフェスタに出場経験多数である。2004年（平成16年）には、放送部がNHK杯全国高校放送コンテストのテレビドキュメント部門で優秀賞を獲得している。新聞部の発行する学校新聞「長高新聞」は、前身となる「北高新聞」が1948年（昭和23年）に創刊され、かつては第三種郵便物の認可を取っていたこともあった。

## 進路状況
| 国公立大学 |      | 私立大学     |      |
| ---------- | ---- | ------------ | ---- |
| 東京大学   | 8名  | 早稲田大学   | 33名 |
| 京都大学   | 4名  | 慶應義塾大学 | 16名 |
| 北海道大学 | 8名  | 上智大学     | 28名 |
| 東北大学   | 10名 | 東京理科大学 | 23名 |
| 名古屋大学 | 6名  | 明治大学     | 27名 |
| 大阪大学   | 5名  | 中央大学     | 20名 |
| 九州大学   | 5名  | 法政大学     | 60名 |
| 神戸大学   | 3名  | 青山学院大学 | 20名 |
| 千葉大学   | 13名 | 立教大学     | 9名  |
| 金沢大学   | 12名 | 同志社大学   | 15名 |
| 新潟大学   | 7名  | 立命館大学   | 29名 |
| 信州大学   | 27名 | 日本大学     | 12名 |

## 交通

### 最寄駅
- 長野電鉄長野線 本郷駅 - 徒歩で約15分。

### バス
- 長電バス61・62・62B・63・64「長野高校」バス停下車、徒歩で約1分。
- アルピコ交通11・16・17・70「長野高校入口」バス停下車、徒歩で約3分。

## 著名な出身者

### 政治・経済
- 青木一男 - 元参議院議員（貴族院議員・初代大東亜大臣・大蔵大臣・企画院総裁）
- 青木重臣 - 愛媛県知事（1947年 - 1951年）
- 赤松秀一 - 外交官
- 足立正則 - 飯山市長（2010年 - ）
- 安斎昌幸 - 元NHKプロデューサー
- 池田茂 - 中野市長（2012年 - 2020年）
- 市村良三 - 小布施町長
- 石坂弘紀 - 株式会社LDH（旧 ライブドアホールディングス）代表取締役社長
- 猪瀬直樹 - 参議院議員、東京都知事（2012年 - 2013年）、作家、ジャーナリスト
- 内堀雅雄 - 福島県知事（2014年 - ）
- 加藤久雄 - 長野市長（2013年 - 2021年）
- 柄澤康喜 - MS&ADインシュアランスグループホールディングス社長
- 久保正彰 - 元SBCアナウンサー
- 倉石忠雄 - 元衆議院議員（労働大臣・農林大臣・法務大臣）
- 小出隆 - 元八十二銀行頭取
- 小坂順造 - 元衆議院議員（貴族院議員・枢密顧問官・電源開発総裁）
- 小坂壮太郎 - 信濃毎日新聞株式会社社長
- 小林周蔵 - 元信越化学工業社長
- 小林秀明 - 迎賓館館長（元東宮侍従長・元国連日本政府代表部特命全権大使、元駐タイ王国特命全権大使）
- 小林万利子 - アナウンサー
- 近藤壌太郎 - 神奈川県知事（1942年 - 1944年）
- 篠原孝 - 現衆議院議員（元農林水産副大臣）
- 武田徹 - ラジオパーソナリティー、フリーキャスター
- 田中太郎 - 元須坂市長
- 田村泰崇 - NHKアナウンサー
- 塚田佐 - 長野市長（1985年 - 2001年）
- 土屋龍一郎 - 実業家
- 冨坂和男 - NHKアナウンサー
- 中山善郎 - 元コスモ石油社長、元日本アラブ首長国連邦協会会長
- 夏目忠雄 - 元参議院議員（長野市長（1962年 - 1973年）・満州国依蘭県長・中華民国臨時政府顧問）
- 西村彰一 - 富山県知事（1944年）、元衆議院議員
- 早川元 - 沖縄県知事（1941年 - 1943年）、大分県知事（1943年 - 1944年）
- 深澤俊勇 - 元日野自動車社長
- 曲渕文昭 - アルピコホールディングス社長
- 丸田芳郎 - 花王石鹸（現・花王）元社長
- 三神万里子 - ジャーナリスト、キャスター
- 宮坂完孝 - 元参議院事務総長、国立国会図書館長
- 宮崎秀樹 - 元参議院議員
- 山内雅喜 - ヤマトホールディングス代表取締役社長（2015年 - 2019年）
- 山上万恵美 - ニュースキャスター
- 吉村午良 - 長野県知事（1980年 - 2000年）
- 依田巽 - エイベックス創業者（元日本レコード協会 (RIAJ) 会長）
- 鷲澤正一 - 長野市長（2001年 - 2013年）

### 法曹
- 北村晴男 - 弁護士、タレント、現参議院議員
- 才口千晴 - 最高裁判所判事、弁護士、東京弁護士会副会長、旭日大綬章
- 篠原勝美 - 知的財産高等裁判所初代所長、福岡高等裁判所長官、最高裁判所調査官
- 中山孝雄 - 最高裁判所司法研修所長、東京高等裁判所部総括判事、長野地方裁判所長
- 半田靖史 - 高知地方裁判所長、高松高等裁判所部総括判事

### 官界
- 荒井寿光 - 元通産審議官
- 新井ゆたか - 第7代消費者庁長官
- 池田憲治 - 第15代宮内庁次長
- 関田康雄 - 第26代気象庁長官
- 岡村肇 - 第33代会計検査院長

### 教育・科学
- 池田魯参 - 仏教学者（駒澤大学総長、柳原寺住職）
- 大久保規子 - 行政法学者（大阪大学教授、法務省司法試験考査委員）
- 大城和恵 - 医師、医学博士
- 岡田弘 - 地球科学・火山学者（北海道大学名誉教授）
- 大日方純夫 - 歴史学者（早稲田大学教授）
- 小林計一郎 - 歴史学者・郷土史家[5]
- 塩沢由典 - 経済学者（大阪市立大学名誉教授）
- 関恒義 - 経済学者（一橋大学名誉教授）
- 田中秀征 - 福山大学教授（元衆議院議員、経済企画庁長官、首相特別補佐官）
- 宮沢俊義 - 憲法学者（貴族院議員、東京大学教授、立教大学初代法学部長（教授）、プロ野球コミッショナー）
- 宮林昭彦 - 仏教学者（大正大学教授、浄土宗大本山光明寺第113世法主）
- 山岸哲 - 鳥類学者（山階鳥類研究所長、日本鳥学会長）
- 山田欣吾 - 歴史学者（一橋大学名誉教授）
- 若林正丈 - 政治学者（東京大学教授）
- 中澤公孝 - 東京大学大学院総合文化研究科教授
- 菱田雅晴 - 法政大学大学院政治学研究科教授
- 中牧弘允 - 国立民族学博物館名誉教授
- 金丸龍之介 - 内科医（癌化学療法）、東北大学加齢医学研究所（旧抗酸菌病研究所）臨床癌化学療法部門教授
- 荒井賢一 - 工学者（磁気工学）、東北大学名誉教授および公益財団法人電磁材料研究所専務理事
- 滝澤正 -　法学者（上智大学学長）
- 北村晃寿 - 地球科学者（静岡大学教授）
- 和田肇 - 労働法学者（名古屋大学名誉教授）
- 三村一 - 農学者（信州大学学長）
- 望月拓郎 - 数学者（京都大学数理解析研究所教授）
- 清水唯一朗 - 政治学者（慶應義塾大学総合政策学部教授）
- 板谷和也 - 経済学者(流通経済大学経済学部教授)

### 文学・芸術
- 青沼陽一郎 - フリージャーナリスト
- 井浦秀夫 - 漫画家
- 池田満寿夫 - 版画家、芥川賞受賞作家
- 北川原温（建築家、東京芸術大学教授）
- 草川信 - 作曲家
- 小林英造 - 脚本家[6]
- 小林照幸 - 大宅壮一ノンフィクション賞受賞作家
- 佐々木博史 - 作曲家、編曲家
- 田中悠一 - プロ将棋棋士
- ととねみぎ - 漫画家
- 富澤一誠 - 音楽評論家
- 日垣隆 - 新潮ドキュメント賞受賞作家
- 樋口覚 - 文芸評論家
- 古川琢也 - ルポライター
- 別役実 - 劇作家
- 御子柴佑梨 - プロ雀士
- 森山裕之 - 太田出版「Quick Japan」編集長
- 山口泉- 作家

### 旧陸海軍
- 今井武夫 - 旧日本陸軍少将（北京大使館付武官・支那派遣軍参謀）
- 金子繁治 - 旧日本海軍中将
- 北村勝三 - 旧日本陸軍少将
- 栗林忠道 - 旧日本陸軍大将（史上最年少）、硫黄島日本守備隊司令官、勲一等旭日大綬章
- 原田要 - 旧日本海軍戦闘機搭乗員

### スポーツ
- 松橋慶季 - プロ野球選手、プロ野球審判員
- 町田行彦 - プロ野球選手
- 宮澤太成 - プロ野球選手
- 山岸静馬 - プロ野球選手
- 小野学 - スキージャンプ指導者（長野オリンピックスキージャンプ監督、団体金メダル）
- 小口貴久 - リュージュ選手（冬季オリンピック3大会連続出場）